# Atlético Rio Negro Clube (Roraima)
Atlético Rio Negro Clube é um clube esportivo brasileiro, da cidade de Boa Vista, capital do estado de Roraima. Tem como principal modalidade o futebol, onde é bicampeão roraimense.

## História
A agremiação foi fundada em 26 de abril de 1971, por amazonenses radicados em Boa Vista que eram torcedores do Atlético Rio Negro Clube, de Manaus, herdando o nome, escudo e mascote da equipe, o galo. Até a década de 1990, não obteve grande destaque, sendo duas vezes vice-campeão em 1975, frente o Atlético Roraima, e 1984, frente o Baré. Contudo, em 1991, o Galo do Norte garantiu sua primeira conquista estadual, ao vencer o São Raimundo por 1–0 na decisão. Em 1995, o futebol roraimense se profissionalizou, contudo, não participou da primeira edição profissional.
Em 22 de junho de 1996, um jogo contra o Progresso entrou para a história pelo fato de apenas um ingresso ser vendido ao Abraaão Pereira de Souza, servidor federal, garantindo uma renda de apenas R$5, das quais ambos ficaram com R$1. Em 1999, chegou à decisão contra o Baré, e após empates por 1–1 e 3–3, respectivamente, foi derrotado na decisão por pênaltis por 4–3. Pela campanha, garantiu vaga na Copa Norte de 2000 e foi colocado no Grupo B com o Aliança-AP, Maranhão e River-PI. Estreou em 23 de janeiro contra o Maranhão fora de casa, perdendo por 1–0. Depois, perdeu em casa para o Aliança por 3–1, e River por 1–0. No returno, foi melhor, empatando com o River por 1–1, goleando o Aliança por 5–1, e vencendo o Maranhão por 1–0. Contudo, foi eliminado em 3° lugar com 7 pontos.
No mesmo ano, sagrou-se pela segunda vez campeão estadual – e a primeira na era profissional. Foi primeiramente campeão do primeiro turno, ao golear o Náutico por 3–0 e terminar na liderança com 13 pontos, pelo saldo de gols. No segundo turno, terminou na 3ª colocação, atrás do Baré e Atlético Roraima, respectivamente. Na decisão, goleou o Atlético Roraima por 4–0 e sagrou-se campeão estadual pela primeira vez na era profissional. Em 2001, foi vice-campeão estadual ao perder para o Atlético Roraima na disputa por pênaltis por 3–2, após um empate por 0–0 na prorrogação. Em 2006, o clube fez uma parceria com a prefeitura de Caracaraí e representou a cidade naquele ano.

## Símbolos

### Escudo
| Evolução do Escudo do Rio Negro-RR | Evolução do Escudo do Rio Negro-RR | Evolução do Escudo do Rio Negro-RR | Evolução do Escudo do Rio Negro-RR | Evolução do Escudo do Rio Negro-RR | Evolução do Escudo do Rio Negro-RR | Evolução do Escudo do Rio Negro-RR | Evolução do Escudo do Rio Negro-RR | Evolução do Escudo do Rio Negro-RR |
| Até 2019                           | 2019 – Atual                       |                                    |                                    |                                    |                                    |                                    |                                    |                                    |
| ---------------------------------- | ---------------------------------- | ---------------------------------- | ---------------------------------- | ---------------------------------- | ---------------------------------- | ---------------------------------- | ---------------------------------- | ---------------------------------- |

## Títulos
| ESTADUAIS | ESTADUAIS             | ESTADUAIS | ESTADUAIS   |
|           | Competição            | Títulos   | Temporadas  |
| --------- | --------------------- | --------- | ----------- |
|           | Campeonato Roraimense | 2         | 1991 e 2000 |

## Desempenho em Competições

### Participações
|  | Participações em 2025 |

| Competição | Competição     | Temporadas | Melhor campanha       | Estreia | Última | P | R |
| Roraima    | Roraimense     | 33         | Campeão (1991 e 2000) | 1974    | 2025   |   | – |
|            | Copa Norte     | 1          | 5º colocado (2000)    | 2000    | 2000   |   |   |
| Brasil     | Série C        | 1          | 17º colocado (2001)   | 2001    | 2001   | – | – |
| Brasil     | Copa do Brasil | 1          | 1ª fase (2001)        | 2001    | 2001   |   |   |

### Campeonato Roraimense - 1ª Divisão
| Ano  | 1970 | 1971 | 1972 | 1973 | 1974 | 1975 | 1976 | 1977 | 1978 | 1979 |
| ---- | ---- | ---- | ---- | ---- | ---- | ---- | ---- | ---- | ---- | ---- |
| Pos. | —    | —    | —    | —    | ?º   | 2º   | —    | 3º   | ?º   | —    |
| Ano  | 1980 | 1981 | 1982 | 1983 | 1984 | 1985 | 1986 | 1987 | 1988 | 1989 |
| Pos. | —    | —    | —    | —    | 2º   | —    | —    | —    | —    | —    |
| Ano  | 1990 | 1991 | 1992 | 1993 | 1994 | 1995 | 1996 | 1997 | 1998 | 1999 |
| Pos. | —    | 1º   | —    | —    | —    | —    | 5º   | 5º   | 7º   | 2º   |
| Ano  | 2000 | 2001 | 2002 | 2003 | 2004 | 2005 | 2006 | 2007 | 2008 | 2009 |
| Pos. | 1º   | 2º   | 3º   | 4º   | 8º   | 5º   | 5º   | 6º   | 6º   | 5º   |
| Ano  | 2010 | 2011 | 2012 | 2013 | 2014 | 2015 | 2016 | 2017 | 2018 | 2019 |
| Pos. | 6º   | 6º   | 5º   | —    | 5º   | 5º   | —    | —    | 6º   | 5º   |
| Ano  | 2020 | 2021 | 2022 | 2023 | 2024 | 2025 |      |      |      |      |
| Pos. | 3º   | 5º   | 6º   | 8º   | 8º   | 5º   |      |      |      |      |

### Copa Norte
| Ano  | 2000 |
| ---- | ---- |
| Pos. | 5º   |

### Campeonato Brasileiro - Série C
| Ano  | 2001 |
| ---- | ---- |
| Pos. | 17º  |

### Copa do Brasil
| Ano  | 2001 |
| ---- | ---- |
| Pos. | 62º  |

- Posição: 224º
- Pontuação: 7 pontos

Ranking criado pela Confederação Brasileira de Futebol que pontua todos os times do Brasil.